# Christoph Effinger
Christoph (I.) Effinger (von Wildegg) (* 1487 vermutlich in Wildegg; † 1551 ebenda) war ein Schweizer Aristokrat.
Christoph Effinger übernahm 1513 nach dem Tod seines Vaters Kaspar Effinger, des Begründers der Wildegger Linie, Schloss und Herrschaft Wildegg. 1521–1524 diente er als Söldner im Dienste des Papstes bzw. des französischen Königs Franz I. Um 1535 hatte er eine Auseinandersetzung mit der Stadt Bern, in der er sich dagegen wehrte, dass seine twingherrlichen Kompetenzen geschmälert würden. Er war mit Margarita Muntprat von Spiegelberg verheiratet, die die Tochter des Konstanzer Schultheissen Jakob war. Aus der Ehe ging der gleichnamige Sohn Christoph (II.) Effinger (* 1531; † August 1584) hervor.